# Airoh

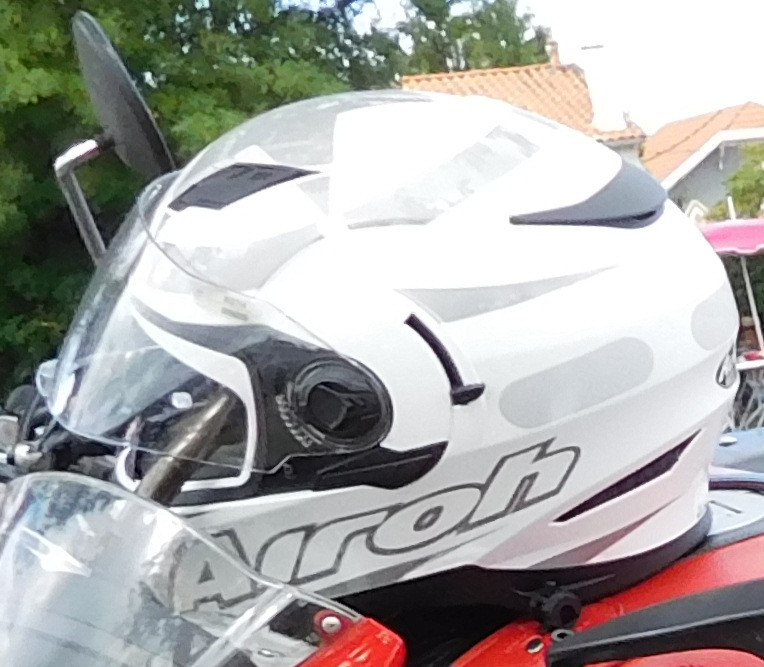
Hjälm tillverkad av Airoh

Airoh eller Airoh Helmet är ett företag som tillverkar MC- och mopedhjälmar. 

## Urval av hjälmar
- Airoh Warrior och Airoh Warrior 2
- Airoh Mathisse
- Airoh Top One
- Airoh Speedfire
- Airoh Angel
- Airoh Tyger
- Airoh aviator
- Airoh Terminator